# لي كيويسنوي إن أرتويز
لي كيويسنوي إن أرتويز (بالفرنسية: Le Quesnoy-en-Artois)‏ هي بلدية تقع في إقليم باد كاليه من منطقة نور با دو كاليه في شمال فرنسا. تبلغ مساحة هذه المدينة 7.92 (كم²)، وترتفع عن سطح البحر 124 م، يبلغ عدد سكانها 350 نسمة حسب إحصاء المعهد الوطني للإحصاء والدراسات الاقتصادية سنة 2009 م. وترأس Jean Pillon البلدية خلال فترة (2001-2008).